# Notació de Newton
La notació de Newton de la derivada consisteix a col·locar un punt damunt del nom de la funció, d'això ell en va dir fluxió.
La notació d'Isaac Newton es fa servir principalment a mecànica. Es defineix com:
{\displaystyle {\dot {x}}={\frac {dx}{dt}}=x'(t)}
{\displaystyle {\ddot {x}}={\frac {d^{2}x}{dt^{2}}}=x''(t)\,}
I així.
Tot i que clarament no és gaire útil per a derivades d'ordre elevat, a mecànica i altres temes d'enginyeria l'ús de derivades d'ordre molt alt és força limitat.
Newton no va desenvolupar una notació estàndard per a la integració sinó que en va fer servir moltes de diferents; ara bé, la notació a bastament adoptada és la notació de Leibniz per a la integració.
A física i a altres disciplines, la notació de Newton es fa servir principalment per a derivades temporals, com a oposada a la pendent o derivades de posició.